# Joseph Fielding Smith
Joseph Fielding Smith, född 19 juli 1876 i Salt Lake City, död 2 juli 1972 i Salt Lake City, var den tionde presidenten för Jesu Kristi Kyrka av Sista Dagars Heliga.
Joseph Fielding Smith föddes som son till Joseph F. Smith och en av dennes fruar, Julina Lambson Smith. Hans farfar var Hyrum Smith, bror till kyrkans grundare, Joseph Smith.
1910 utvaldes han att vara en av apostlarna i de tolv apostlarnas kvorum, när hans fader med samma namn var president för kyrkan.  Ingen mormonapostel efter honom har utnämnts vid så ung ålder. Under åren 1951 – 1970 var Joseph Fielding Smith president över de tolv apostlarnas kvorum. När han 1970 utsågs till mormonkyrkans president var han den äldste någonsin att tillträda detta ämbete. Han fick dock endast utöva presidentskapet i två och ett halvt år innan han avled.
Innan han blev kyrkans president innehade han under flera årtionden ämbetet kyrkohistoriker (Church Historian and Recorder). Han var även president för Genealogical Society of Utah.

## Familj
Joseph Fielding Smith äktade sin första fru, Louise Shurtliff just innan han skulle på missionsuppdrag i Storbritannien. 
När han återvände därifrån fick de två döttrar innan Louise dog 1908. 
Med sin andra fru, Ethel Reynolds fick han fyra döttrar och fem söner. Deras yngsta dotter Amelia gifte sig med Bruce R. McConkie som senare tjänade som en av kyrkans tolv apostlar.
Efter Ethels död gifte sig Joseph Fielding Smith med Jessie Evans. 